# Залзала
Залзала (урду زلزلہ جزیرہ — острів землетрусу) — острів, що утворився 24 вересня 2013 року в Аравійському морі після 7,7-бального землетрусу. Знаходився біля узбережжя Пакистану за 2 км від міста Гвадар. На час виникнення, острів сягав 176 м завдовжки, 161 м завширшки та до 20 м заввишки. Площа острова становила 22726 м².
Виникнення могло бути спричинене грязьовим вулканом, що виштовхнув велику масу детриту на поверхню.
Майже відразу після виникнення, вчені передбачали швидке зникнення острова через постійний контакт грязьового утворення з хвилями і припливами. До кінця 2016 року від Залзали залишився лише невеликий риф. У липні 2019 року острів повністю опустився під воду.